# Just a temps
"Just a temps" (títol original en anglès "Nick of Time") és el setè episodi de la segona temporada, i el 43è total de la sèrie de televisió d'antologia La Dimensió Desconeguda, Es va emetre originalment el 18 de novembre de 1960 a CBS. Ha estat doblat al català i emès per TV3.

## Narració d'obertura
| « | La mà pertany al Sr. Don S. Carter, membre masculí d'una parella de lluna de mel en ruta pel camp d'Ohio fins a la ciutat de Nova York. En un moment, seran sotmesos a un regal que la majoria dels humans mai reben en tota la vida. Per un cèntim, podran mirar cap al futur. Ara és el moment, el lloc és un petit sopar a Ridgeview, Ohio, i del que aquesta jove parella no s'adona és que aquesta ciutat es troba als afores de la Dimensió Desconeguda. | » |

## Argument
Quan l'automòbil dels nuvis Don i Pat Carter s'avaria a Ridgeview, Ohio, de camí a Nova York, dinen al Busy Bee Cafe mentre esperen que es facin les reparacions. La taula on seuen té una màquina endevinadora a la taula que respon a preguntes sí o no per un cèntim cadascuna. Don li pregunta si aconseguirà un ascens a la feina. La targeta diu: "S'ha decidit a favor teu". Don truca a l'oficina i s'assabenta que ha estat ascendit a cap d'oficina. Aleshores, Don pregunta si el seu cotxe serà arreglat en el temps promès i rep la resposta: "Potser no ho sabràs mai". Preguntar al vident sobre aquest punt produeix respostes estranyament rellevants, que porta a la predicció que no és segur deixar el sopar fins a les 3 de la tarda.
Don espera el temps, però Pat argumenta que el vident no pot predir el futur i el convenç de marxar uns minuts abans de les 3, i la parella gairebé és atropellada per un cotxe mentre creua el carrer. Tornen al cafè, però troben una altra parella a la seva taula. Don els fa esperar al taulell fins que la parella se n'hagi anat. Pat es manté escèptica, sostenint que el vident respon en generalitats; ella sent que Don està creant els enllaços a les seves preguntes ell mateix. Tornen a la taula, on Don fa diferents preguntes, inclosa una sobre el seu cotxe. El vident respon: "Ja s'ha curat", i el mecànic entra al menjador per dir que el cotxe està arreglat. Don desafia a Pat a provar-ho per ella mateixa. Tot i que fa preguntes de truc al vident, les respostes encara són precises.
Don vol que el vident li digui on aniran a viure, però Pat finalment li diu a Don que no importa si el vident realment pot dir el futur, ja que és capaç de fer el seu propi futur. En reconèixer la veritat del que diu, Don es disculpa i després anuncia al vident que se'n van a fer el que vulgui. Després de la seva sortida, una parella gran distreta entra al sopar, asseguda a la taula del vident, i l'home fa preguntes sobre el seu destí, cada cop més desinflat per les respostes.

## Narració de cloenda
| « | Contrepès a la petita ciutat de Ridgeview, Ohio. Dues persones permanentment esclavitzades per la tirania de la por i la superstició, afrontant el futur amb una mena de por impotent. Dues més afronten el futur amb confiança, després d'haver escapat d'un dels llocs més foscos de la Dimensió Desconeguda. | » |

## Repartiment
- William Shatner com a Don S. Carter
- Patricia Breslin com a Pat Carter
- Stafford Repp com a mecànic (Lars)
- Guy Wilkerson com a Counter Man
- Walter Reed com a Home
- Dee Carroll com a dona